# De lentefee
De lentefee is een  stripverhaal uit de reeks van Jerom.

## Locaties
Dit verhaal speelt zich af op de volgende locaties:
- het huis van Astrotol, het lenteland, het kasteel van de lentefee

## Personages
In dit verhaal spelen de volgende personages mee:
- Jerom, Astrotol, vrouw, Femke, Boskop, ijspegelaars, de lentefee[1], de winterkoningin,

## Uitvindingen
In dit verhaal spelen de volgende uitvindingen een rol:
- vliegend voertuig

## Het verhaal
De vrienden zijn in het huis van Astrotol, waar cadeautjes rond de kerstboom liggen. Er wordt op het raam getikt en de kinderen hopen dat het een kerstmannetje is met nog meer cadeautjes. Het blijkt een uitgeputte ijsvogel te zijn en deze heeft een boodschap voor Astrotol. De lentefee is betoverd door de winterkoningin; als zij geen bloemen kan zaaien, zal de winter eeuwig duren. Jerom, de vrouw en Astrotol vliegen naar het lenteland en de kinderen blijven om voor de ijsvogel te zorgen. Het zou er altijd groen moeten zijn, maar het lijkt nu op de noordpool. Ook het kasteel van de lentefee is bevroren. Jerom stopt Astrotol en de vrouw in zijn rugzak en gaat op ski's naar beneden. Ze worden tegengehouden door ijspegelaars, maar Jerom kan ze laten smelten. In het kasteel zien de vrienden de lentefee, ze is ingevroren in het ijs.
De winterkoningin laat zich op een draagstoel vervoeren en blaast met haar ijskoude adem naar Jerom. De ingevroren lentefee begint te huilen en waar haar tranen vallen, beginnen krokussen te groeien. Astrotol plukt de krokussen en gooit ze over de ingevroren lentefee, waarna het ijs smelt. De lentekoningin jaagt met toverkracht de winterkoningin weg. Ook de ijspegelaars rennen weg en de vrouw vraagt zich af of de lentefee hen allemaal zomaar laat gaan. De lentefee vertelt dat het nog te vroeg is voor de echte lente en ze bedankt de vrienden. Jerom vindt het jammer dat er geen bloemen zijn in de winter, maar de lentefee zegt dan dat hij zich vergist. Thuisgekomen zien ze dat de ijsvogel al is opgeknapt. Er zijn ijsbloemen op het raam en de vrouw vraagt de kinderen of ze nu de cadeautjes willen uitpakken. De kinderen reageren erg enthousiast.